# Muneji Munemura
Muneji Munemura (宗村 宗二, Munemura Muneji) (1 de outubro de 1943) é um lutador profissional japonês e campeão olímpico na luta greco-romana.

## Olimpíadas
Munemura competiu nos Jogos Olímpicos de Verão de 1968 na cidade do México, onde recebeu uma medalha de ouro na luta greco-romana, no peso leve.